# Oranjesluizen
Die Oranjeschleusen (niederländisch Oranjesluizen – sluizen = Plural von sluis) sind eine Schleusenanlage in den Niederlanden, die nordöstlich vom Zentrum der Hauptstadt Amsterdam den Nordseekanal und den Amsterdam-Rhein-Kanal mit dem Markermeer verbindet. Insgesamt stehen vier Schleusen zur Verfügung, um Binnenschiffen die Zufahrt zum IJsselmeer und in das niederländische Wattenmeer (Waddenzee) zu ermöglichen. Neben den Schleusen in IJmuiden tragen die Oranjeschleusen dazu bei, dass der Wasserstand im Nordseekanal gehalten werden kann und nicht zu viel Salzwasser aus dem Nordseekanal in das IJsselmeer gelangt. Für den Betrieb und den Unterhalt der Schleusenanlage ist Rijkswaterstaat zuständig, die ausführende Behörde des niederländischen Ministeriums für Infrastruktur und Umwelt zum Bau und Unterhalt von Straßen und Wasserwegen.

## Entstehungsgeschichte

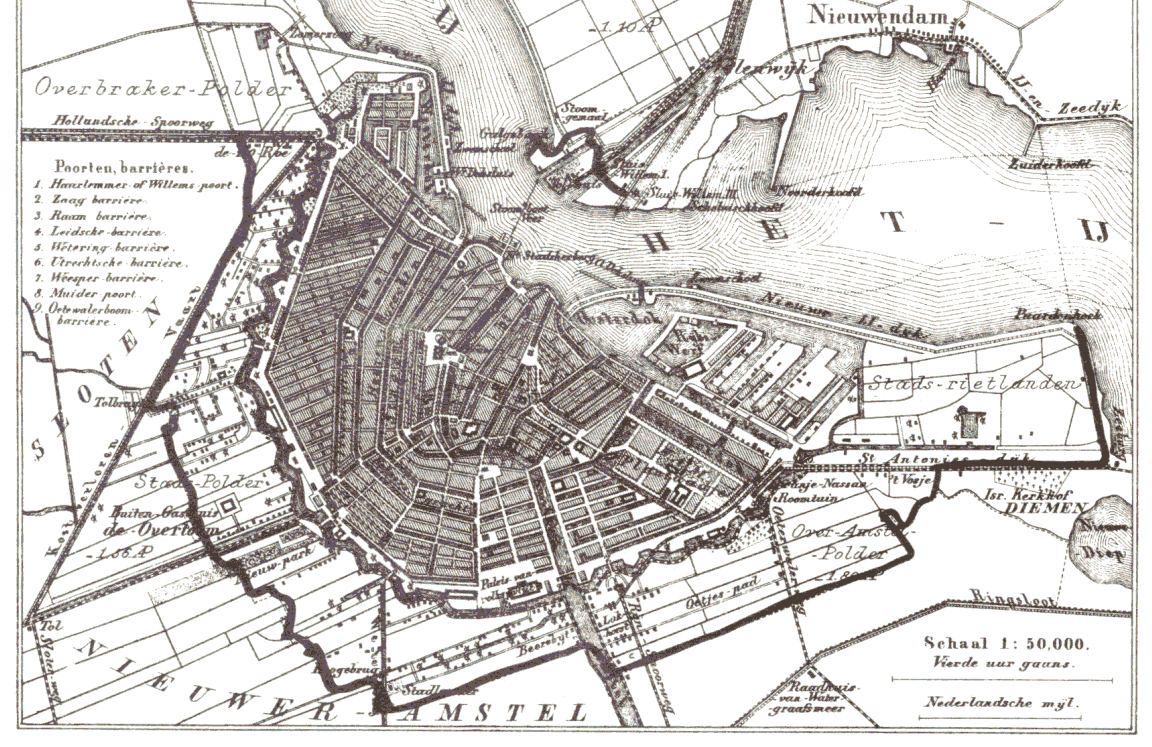
Ungefähre Lage der Oranjeschleusen: gestrichelte Linie am rechten Rand Mitte oberhalb Paardenhoek

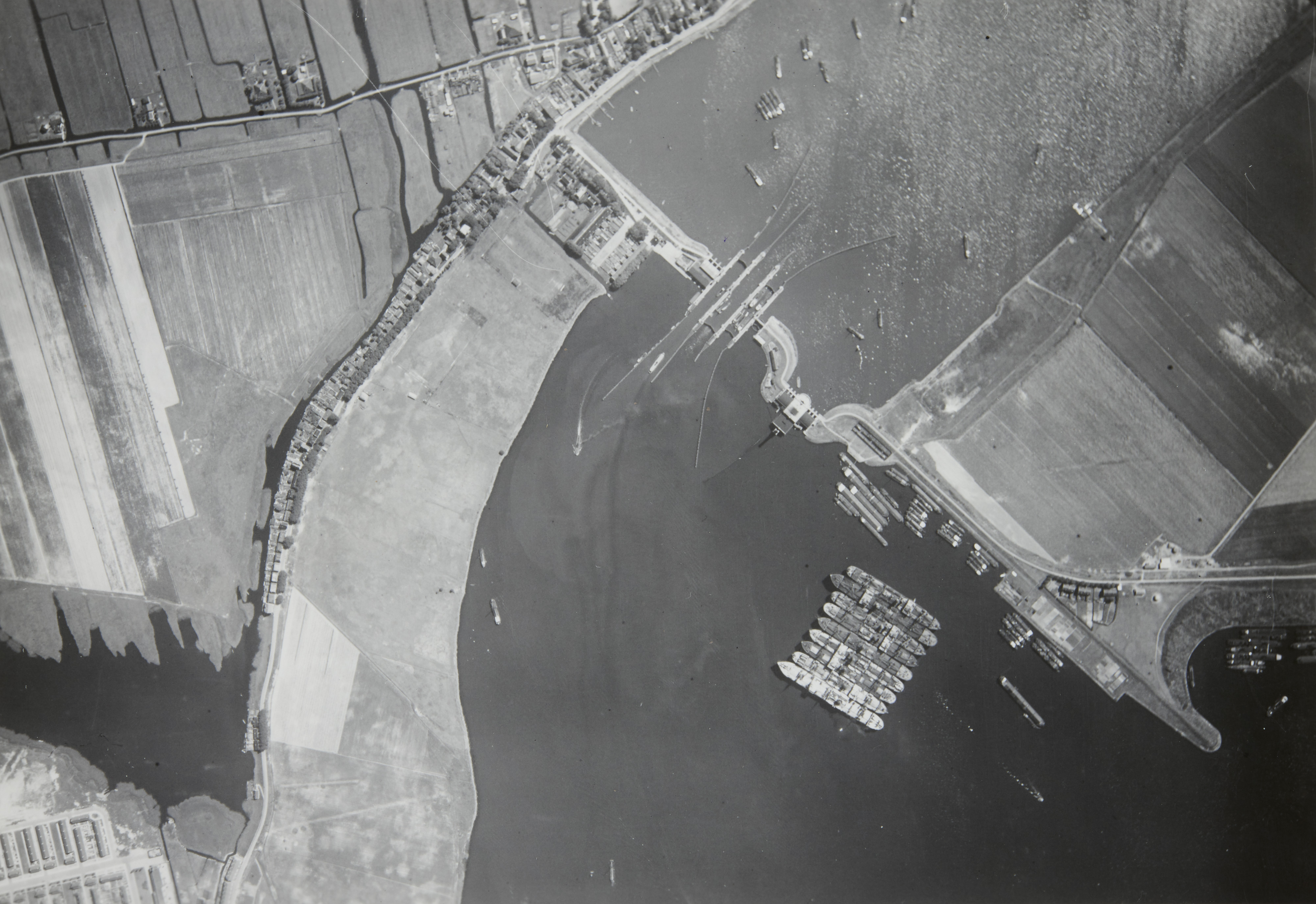
Luftbild Oranjeschleusen 1940er-Jahre

Die Oranjeschleusen entstanden im Rahmen der Errichtung des Nordseekanals, der Amsterdam in westlicher Richtung direkt mit der Nordsee verbindet. Der Kanal wurde erforderlich, weil die historische Zufahrt über die Zuiderzee immer mehr versandete und für die immer größeren Schiffe ein unüberwindbares Hindernis darstellte.
Der historische Hafen von Amsterdam lag östlich des Stadtzentrums an der ehemaligen IJ-Bucht, einem Nebenarm der Zuiderzee. Um den Kanal mit dem Hafen gegenüber dem Tidegeschehen der Zuiderzee zu entkoppeln, war es erforderlich, die IJ-Bucht östlich des Hafens zwischen der Südmole (Zuiderhoofd) im Norden und der Pferdeecke (Paardenhoek) im Süden abzusperren. Der rund 300 Meter lange IJ-Damm sollte bei Erteilung der Konzession (1863) nur eine einzige Schleuse aufweisen, um die Schifffahrt zwischen Amsterdam und der Zuidersee weiterhin zu ermöglichen. Auf Druck der Stadt und vieler Amsterdamer Schiffer beschloss man 1868 den Bau von insgesamt drei Schleusen. Zwischen zwei Schleusen mit 67 Meter Länge sollte eine Schleuse von 90 Metern für die größeren Schiffe der Berufsschifffahrt gebaut werden. Als Verschlussorgane der drei Schleusenkammern wurden doppelte Stemmtore vorgesehen, damit bei Ebbe und bei Flut in der Zuiderzee geschleust werden konnte. Zur Reduzierung der Schleusenverluste erhielten alle drei Schleusen in der Mitte der Kammern zusätzliche Fluttore.(S. 207) Die Schleusentore mussten von handbetriebenen Winden bewegt werden.
König Willem III legte am 29. April 1870 den Grundstein für den Schleusenbau, nachdem man schon fünf Jahre am IJ-Damm gearbeitet hatte. Während dieser Zeremonie erhielt die Anlage den Namen Oranjeschleusen, abgeleitet vom Namen des niederländischen Königshauses Oranien (Oranje). Die Amsterdamsche-Kanaal-Maatschappij, die den Bauauftrag für den Nordseekanal durchführte, hatte dem Wasserbauingenieur Johannis de Rijke (1843–1913) die Bauaufsicht für die Oranjeschleusen übertragen. Die Gründung der Schleusen erfolgte über 8.896 Pfähle, die 14 Meter tief in den Untergrund ragen. Auf der Grundplatte aus Beton wurden die Schleusenwände aus Mauerwerk hergestellt. Die anfangs eingebauten Stemmtore aus Eisen bewährten sich nicht und wurden durch solche aus Holz ersetzt. Die Drempeltiefe der drei Schleusen betrug NAP -4,50 Meter (NAP = Normaal Amsterdam Peil). Das erste Schiff passierte am 25. Oktober 1872 die Schleusen – zwei Jahre vor Fertigstellung der Schleusen in IJmuiden.(S. 210)
Zur Abführung von überschüssigem Wasser aus dem Nordseekanal wurde im IJ-Damm neben der Südschleuse ein Durchlass mit Stemmtoren errichtet, der aber nur bei Ebbe in der Zuidersee geöffnet wurde. Um auch bei Flut Wasser abführen zu können, wurde ein Pumpwerk (Stoomwatermolen) errichtet, das aber wegen mangelnder Leistung durch ein Schöpfwerk (Schepradstoomgemaal) ersetzt wurde.
Der Damm mit den Schleusen teilt das IJ in das Binnen-IJ und das Außen-IJ, das auch IJmeer genannt wird. Das Binnen-IJ ist der 12 Kilometer lange östliche Teil des Nordseekanals zwischen dem Hafen von Amsterdam und den Oranjeschleusen.  Das östlich anschließende IJmeer ist später Teil des Markermeers geworden, nachdem das IJsselmeer durch den Markermeerdeich geteilt wurde. Am Nordufer entstand das Dorf Schellingwoude und die südliche Landfläche wird heute als Zeeburgereiland bezeichnet. Direkt am Zeeburgereiland zweigt seit 1892 der Merwede-Kanal in Richtung Süden ab, der nach dem Zweiten Weltkrieg ausgebaut wurde und seit 1952 als Amsterdam-Rhein-Kanal für Binnenschiffe den kürzesten Weg nach Deutschland und dem Ruhrgebiet bietet.

## Prinz Willem-Alexanderschleuse

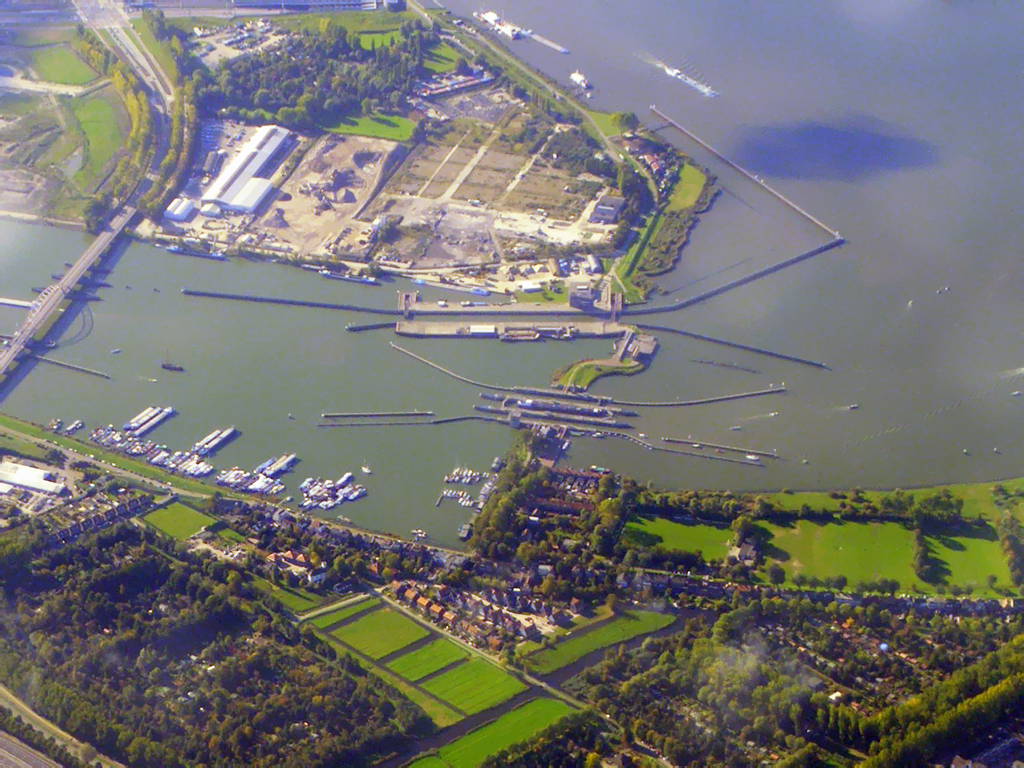
Oranjeschleusen mit Prinz Wilhelm-Alexander-Schleuse

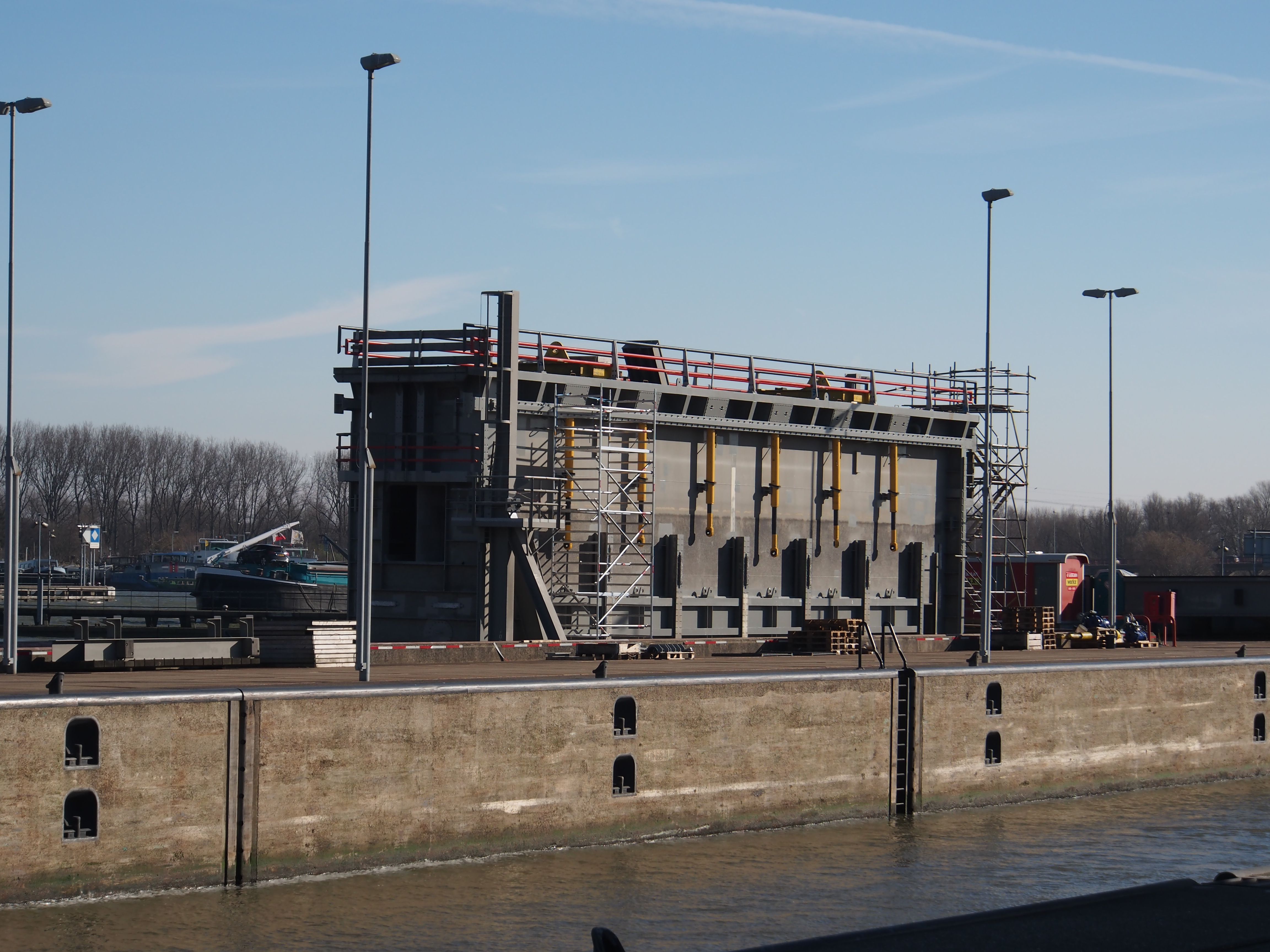
Ersatz-Schiebetor auf der Schleuseninsel

Die Zunahme des Schiffsverkehrs in den 1970er Jahren führte zur völligen Auslastung der drei Schleusen, denn Schiffe mussten bisweilen bis zu fünf Stunden auf eine Schleusung warten. Es entstanden gefährlichen Situationen, wenn Schiffe gleichzeitig in die Anlage einlaufen wollten. Auch die Zunahme der Schiffslängen in der Berufsschifffahrt zeigte die nicht mehr ausreichende Größe der Schleusenanlage. Die Idee zur Verlängerung von zwei der drei alten Schleusen auf 200 Meter Länge wurde verworfen, da man eine Investition in die alte Anlage als zu hoch ansah. Daher beschloss Rijkswaterstaat im Jahr 1984 den Bau einer zusätzlichen Schleuse mit deutlich größeren Abmessungen.
Umfangreiche Voruntersuchungen zur optimale Lage der Schleuse führten zum Bau südlich der drei alten Schleusen am Ufer des Zeeburgereilands. Bei der geplanten Breite wurden Stemmtore und Hubtore verworfen und man wählte Schiebetore als Verschlussorgane, die horizontal in seitliche Torkammern öffnen. Der Vorteil von Schiebetoren ist die bidirektionale Funktion der Absperrung, die bei Stemmtoren erst durch eine Verdoppelung der Tore erreicht werden kann. Anstelle von aufwendigen Rollwagen auf Schienen (Rolltore) laufen die Schiebetore der neuen Schleuse auf einem Wasserpolster, das unter hohem Druck unterhalb des Tores gebildet wird. Dadurch befinden sich keine beweglichen Teile unter Wasser. Die Drempeltiefe wurde auf NAP-5,20 Meter festgelegt, damit auch bei niedrigen Wasserständen Schubverbände (max. Tiefgang 3,70 Meter) mit ausreichend Abstand über Grund die Schleusen passieren können. Bei der geforderten Hochwasserschutzhöhe von NAP + 1.6o Meter musste die Konstruktionshöhe der Tore 6,80 Meter betragen, wodurch die Tore eine Eigenmasse von 190 Tonnen besitzen. Der untere Teil des Tors ist als luftgefüllter Hohlraum ausgeführt, um durch den Auftrieb das Betriebsgewicht der Tür auf 500 kN (entspricht einer Masse von 50 Tonnen) zu begrenzen. Für den Wasserausgleich in der Schleusenkammer befinden sich in jedem Tor 12 Rohrdurchlässe von 1,3 Meter Durchmesser, die beidseitig mit großen Rechteckschiebern verschlossen werden.
Die Eröffnung der neuen Prins Willem-Alexandersluis (PWA-Schleuse) fand 1995 statt. Bei einer Breite von 24 Metern kann die Schleuse einen kompletten Schubverband mit 2+2 Europa-Leichtern Typ IIa (Einzellänge 76,50 Meter) incl. Schubboot aufnehmen. Die Anlage soll eine Lebensdauer von 100 Jahren besitzen. Die höher belasteten Schleusentore sind auf 50 Jahre ausgelegt und können untereinander mit dem Reservetor getauscht werden.(S. 265/S. 267)

## Renovierung der Oranjeschleusen

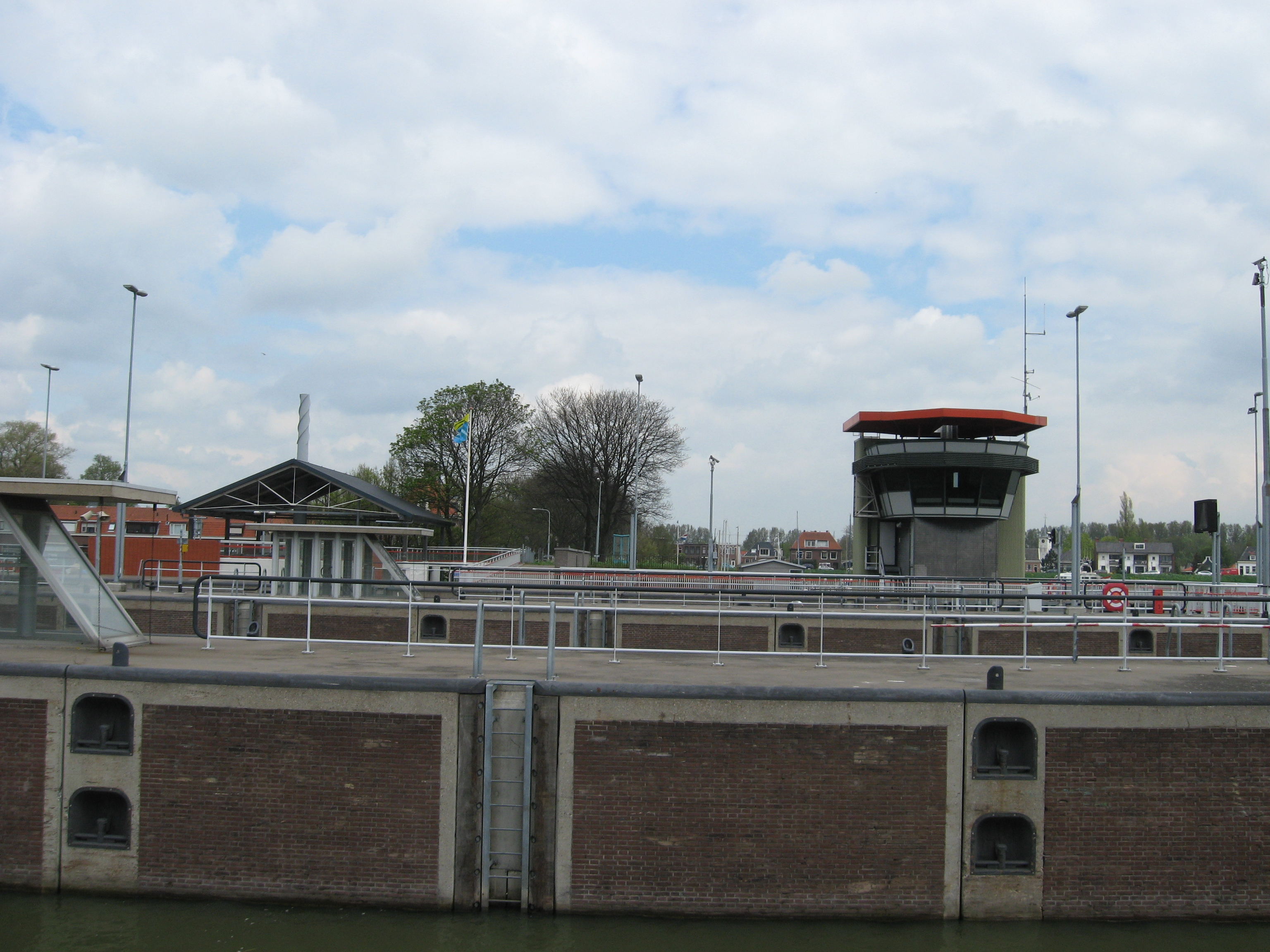
Blick auf die renovierten Schleusenwände

Bis 1995 fanden nur wenige Modernisierungen an den Oranjeschleusen statt und bezüglich Instandhaltung erfolgten nur die notwendigsten Arbeiten. Zwischen 1940 und 1980 wurden sämtliche Tore nach und nach durch Stahltore oder Bongossiholztüren ersetzt. Die Antriebe der Tore erhielten teilweise elektrisch betriebene Zahnstangen in Viertelkreisform anstelle der manuellen Windwerke. In den 1960er Jahren baute man die Zwischentore in allen drei Schleusen aus. Da die stehengebliebenen Torköpfe die Schifffahrt behinderten und Kollisionen verursachten verkleidete man zum Ausgleich die Zwischenbereiche mit Holzwänden.
Bis 1986 wurde für die Schleusentore kein Ersatz vorgehalten. Man hielt es aber dann doch für erforderlich ein linkes und ein rechtes Reservetor für die größere Mittelschleuse anzufertigen, die jeweils universell an allen Positionen einsetzbar waren. Die Tore der beiden kleineren Schleusen waren in ihren Abmessungen etwas unterschiedlich, sodass die 1992 gelieferten Reservetore mit entsprechenden Vorrichtungen zum Anpassen versehen werden mussten. Ende der 1980er Jahre wurden die Tore mit doppelt wirkenden Hydraulikzylindern ausgestattet. Dadurch konnte 1989 ein neues zentrales Bedienungsgebäude für alle drei Schleusen in Betrieb genommen werden, sodass die auf den Schleuseninseln vorhandenen Bedienstationen entfallen konnten.
Während der Bauzeit der PWA-Schleuse erfolgten Untersuchungen von Alternativen für die Zukunft des bestehenden Komplexes. Dabei stand eine Gesamtsanierung, eine Renovierung von einer oder zwei der drei Kammern oder eine vollständige Stilllegung zur Diskussion. Auf keinen Fall konnte die neue PWA-Schleuse als Ersatz für die bestehende Anlage dienen. Bei einem Rückbau der gesamten alten Anlage würde sofort eine zweite große Schleuse erforderlich werden.(S. 218) Auch bei Betrachtung der Schleusungskapazitäten und der Flexibilität bei der Nutzung sprach alles dafür, den Schleusenkomplex vollständig zu renovieren. Damit sollte auch der kulturelle und historische Wert der Anlage betont werden. Der wichtigste Zweck der Renovierung war es, die Lebensdauer um 40 Jahre zu verlängern, um die Schleusen problemlos bis ins Jahr 2035 betreiben zu können.
Die wesentlichen Renovierungsarbeiten fanden zwischen 1997 und 2000 statt. Die Voruntersuchungen zeigten, dass die Pfahlgründung teilweise ersetzt und verstärkt werden musste. Danach konnten die Sohlen und Wandungen der Schleusenkammern saniert werden. Dabei wurden alle Schleuseninseln auf NAP + 2,50 m erhöht. Durch den Entfall der Ebbtore konnten die nutzbaren Längen der Schleusenkammern vergrößert werden. Insgesamt wurden 12 neue Tore für die beiden kleinen Schleusen angefertigt, die jeweils rechts bzw. links untereinander tauschbar sind. Vier Tore sind Reservetore, die in den Nischen der alten Ebbtore auf der Ostseite verriegelt vorgehalten werden. Entsprechend wurde mit den etwas breiteren Toren der Mittelschleuse verfahren, sodass insgesamt 18 neue Tore eingesetzt wurden. Alle Bewegungswerke der Schleusentore sind hydraulisch angetrieben und alle Tore sind in der Schließstellung verriegelbar, sodass sie beidseits das Wasser stauen können. Aufgrund dieser neuen Funktion mussten alle Lagerungen und Verankerungen der Schleusentore verstärkt und komplett neu angefertigt werden, um die neuen Tore sicher in alle Richtungen bewegen zu können.
Der Spülkanal neben der Südschleuse erhielt bei der Renovierung ein neues Hubtor, das von der Zentrale in IJmuiden gesteuert wird. Durch den heute höheren Wasserstand im Markermeer wird über diesen Durchlass das Spülen der Grachten von Amsterdam vorgenommen.
Die derzeit letzten Renovierungsarbeiten konnten 2018 abgeschlossen werden. Dabei waren nacheinander alle 18 Schleusentore ausgebaut und in IJmuiden frisch konserviert worden, um die Anlage für weitere Jahre zu ertüchtigen.

## Schleusenabmessungen
| Name der Schleuse              | Jahr der Inbetriebnahme | Länge alt [Meter] | Breite [Meter] | Drempeltiefe [Meter] | Länge heute [Meter] |
| ------------------------------ | ----------------------- | ----------------- | -------------- | -------------------- | ------------------- |
| Nordschleuse                   | 1872                    | 67                | 14             | 4,50                 | 72,8                |
| Mittelschleuse                 | 1872                    | 90                | 18             | 4,50                 | 95,2                |
| Südschleuse                    | 1872                    | 67                | 14             | 4,50                 | 72,8                |
| Prinz Willem-Alexanderschleuse | 1995                    |                   | 24             | 5,20                 | 200                 |

Quelle: 

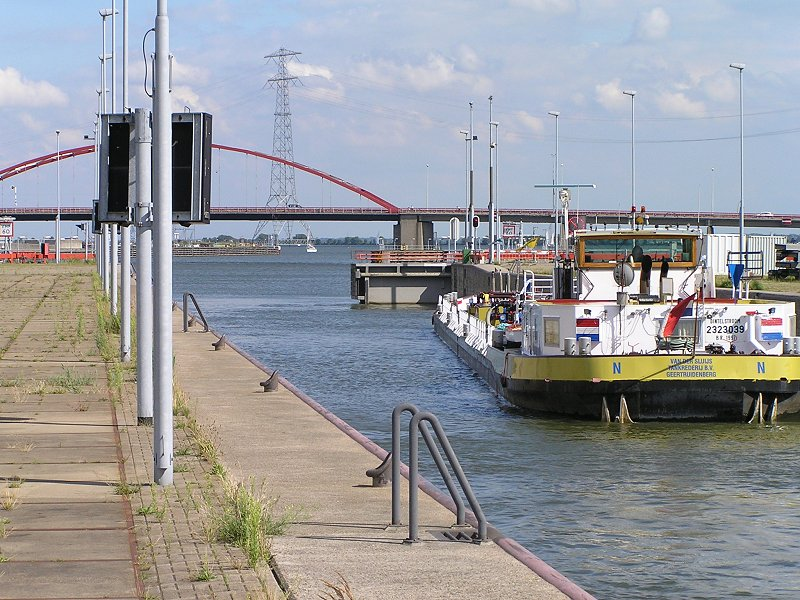
Frachtschiff in der Schleuse

Jährlich passieren ungefähr 120.000 Schiffe und Boote die Schleusenanlage. Die neue PWA-Schleuse steht vorwiegend für die Berufsschifffahrt zur Verfügung. Die Sport- und Segelboote der Freizeitschifffahrt nutzen hauptsächlich die Nordschleuse. Bei größerem Andrang im Sommer wird auch die Mittelschleuse genutzt, die ansonsten von den größeren Segelschiffen und den kleineren Binnenschiffen genutzt wird.
Für die Hochwassersicherheit liegt nun die gesamten Anlage auf einer Höhe NAP + 2,50 Meter, wobei die Tore nur bis NAP + 1,75 Meter reichen. Der südliche Deich zwischen den Oranjeschleusen und dem alten Schöpfwerk hat eine Höhe von NAP +3,50 Meter.

## Wasserhaltung und Fischpassage

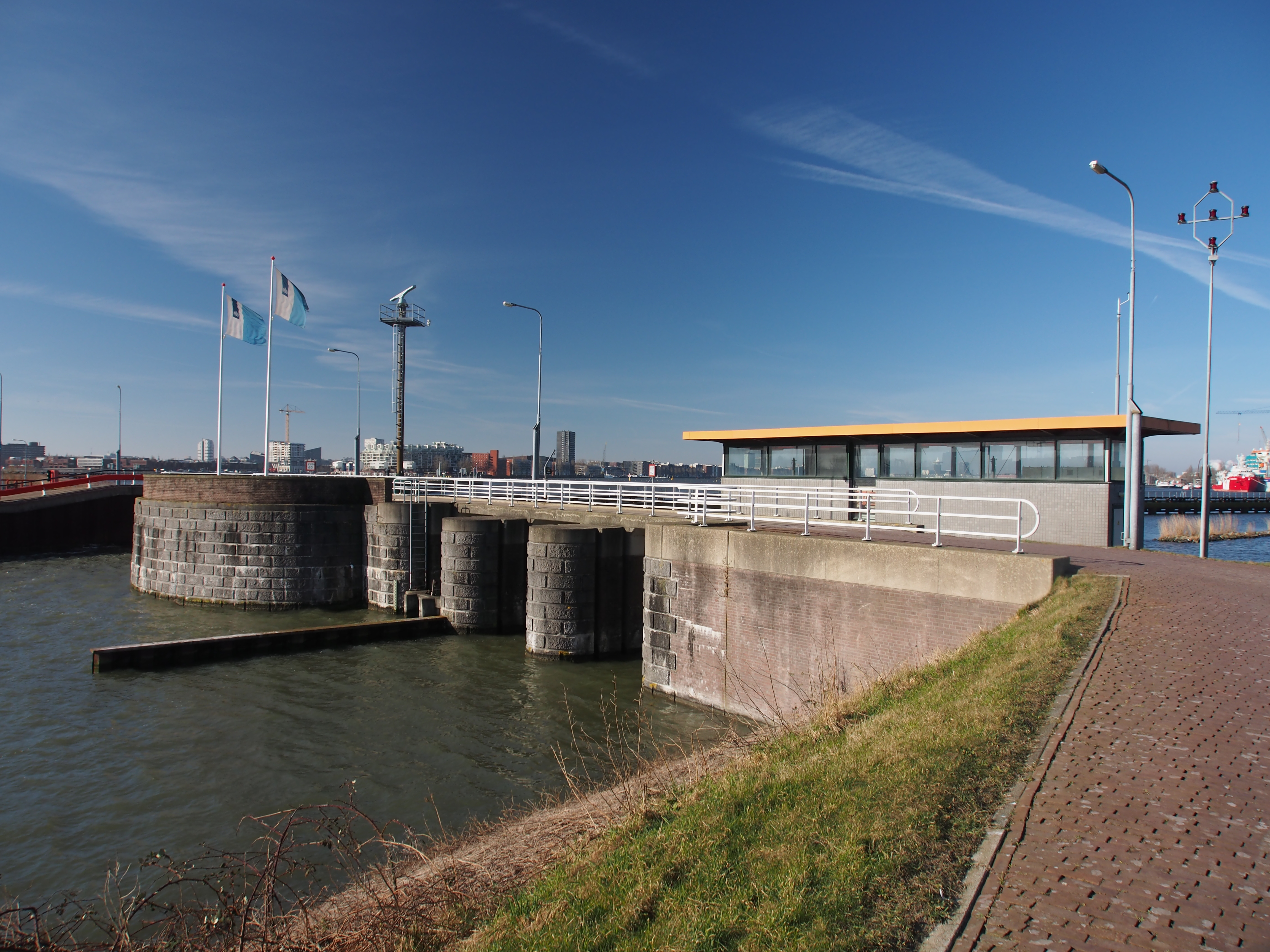
Fischpassage im ehemaligen Schöpfwerk

Die Schleusenanlage ist bis heute von großer Wichtigkeit für die Schifffahrt und dem Halten des Wasserstands im Nordseekanal. Daneben ermöglicht die Spülschleuse zwischen Südschleuse und der PWA-Schleuse das notwendige Durchspülen der Grachten von Amsterdam.
Neben der Funktion als Schifffahrtskanal hat das System aus Nordseekanal und Amsterdam-Rhein-Kanal eine wichtige Rolle im Wasserhaushalt der Niederlande. Das Kanalsystem muss einerseits die Wassermengen aus der Entwässerung der tiefer liegenden Landesteile abführen und andererseits auch die bei Schleusungen eingeleiteten Schleusenverluste. Zu diesem Zweck sind in IJmuiden ein Sielbauwerk (Spuisluis) und ein Pumpwerk (Gemaal) vorhanden, die gemeinsam dafür sorgen, dass der Kanalwasserspiegel nicht zu hoch ansteigt. Gleichzeitig erfolgt im südlichen Teil auch die Versorgung der anliegenden Wasserverbände (Waterschapen) mit Süßwasser, um Trinkwasser zu gewinnen und die Landwirtschaft zu versorgen.
Für Fische ist der IJ-Damm eine Barriere gegen einen freien Durchgang zwischen Binnen-IJ und Außen-IJ. Mit den Geräuschen und Wirbeln, die durch die Schiffspropeller verursacht werden, werden die Fische abgehalten durch die Schleusen zu schwimmen. Auch die Spülschleuse behindert den Durchgang, da das Wasser darin zu schnell fließt. Um diesem Zustand abzuhelfen, hat Rijkswaterstaat generell beschlossen, eine Durchgängigkeit von Abdämmungen für Fische zu ermöglichen.
An der Nordseite des IJ-Damms wurde 1975 der mittlere der drei Durchlässe an der ehemaligen Stoomwatermolen zu einem drei Meter breiten Fischpass umgebaut. Ein zweiter Fischpass entstand am ehemaligen Schepradstoomgemaal, wo einer der sechs Durchlässe dazu genutzt wird. Damit ist die beidseitige Durchgängigkeit des IJ-Damms für Fische hergestellt.(S. 311)
Die zwei vorhandenen Fischpässe waren aber für kleinere Fische nicht geeignet, da die darin vorherrschenden Geschwindigkeiten für diese Spezies zu groß waren. Daher wurde ein weiterer Durchlass im Schepradstoomgemaal speziell dafür ausgebaut und 2019 in Betrieb genommen. Zwischen Februar und Oktober übernehmen zwei bewegliche Schütze, die sich abwechselnd öffnen und schließen, die 'Durchschleusung' dieser Fische.

## Umgebung und Tourismus
Beidseits der beiden Schleusenanlagen liegen die Vorhäfen mit Leitwerken, an denen die Schiffe festgemacht werden können, wenn auf die Schleusung gewartet werden muss. Einen Blick auf die komplette Schleusenanlage erhält man von der Schellingwouder Brücke aus, die in rund 500 Meter Entfernung das Außen-IJ überquert. Drei Leitwerke unter dieser 2-spurigen Straßenbrücke sind für eine sichere Navigation bei der Durchfahrt behilflich. Die Höhe der Durchfahrt ist für die Binnenschiffe der Berufsschifffahrt jederzeit ausreichend. Schiffe mit höheren Aufbauten oder Segelschiffe müssen die nördliche Durchfahrt nutzen, bei der die Brückenkonstruktion als Klappbrücke ausgeführt ist. Eine weitere Querungsmöglichkeit für Fahrzeuge besteht weiter östlich über die Autobahn A10, die durch den Zeeburger Tunnel führt.
Mit der Renovierung der Oranjeschleusen wurde ein Touristenweg über die komplette Anlage angelegt, damit man zu Fuß den IJ-Damm überqueren kann. Die Schiebetore der PWA-Schleuse sind konstruktionsbedingt breit genug, um auch Fahrzeuge die Überfahrt zu ermöglichen. An den Oranjeschleusen wurden dazu alle östlichen Tore mit einem 90 Zentimeter breiten Steg mit Geländer ausgeführt. Dadurch entstand eine enge, kurvenreiche Strecke über die verschiedenen Schleusentore zwischen Zeeburgereiland und Schellingwoude. In der Regel muss man an einer Schleuse auf ein oder mehrere Schiffe warten.
Auf der Zeeburgerkant, dem Damm zwischen Fischpass und Spülschleuse, befindet sich ein kleines Denkmal, das bei der umfangreichen Renovierung in den neunziger Jahren aufgestellt wurde. Zwischen ein paar Bohrkernen aus dem Mauerwerk der Schleusenwänden hängt die alte Nebelglocke, die früher am Bedienungsgebäude der Schleusenanlage aufgehängt war.

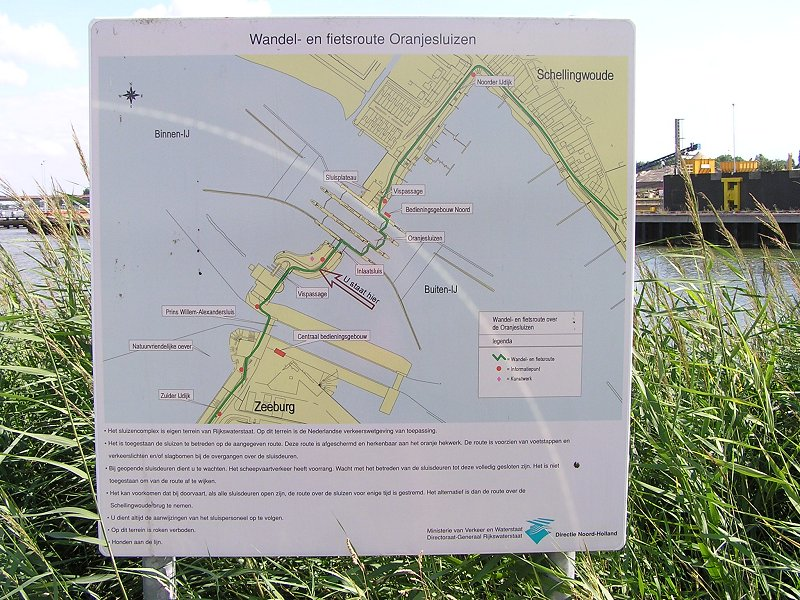
Schautafel an den Schleusen mit Überweg
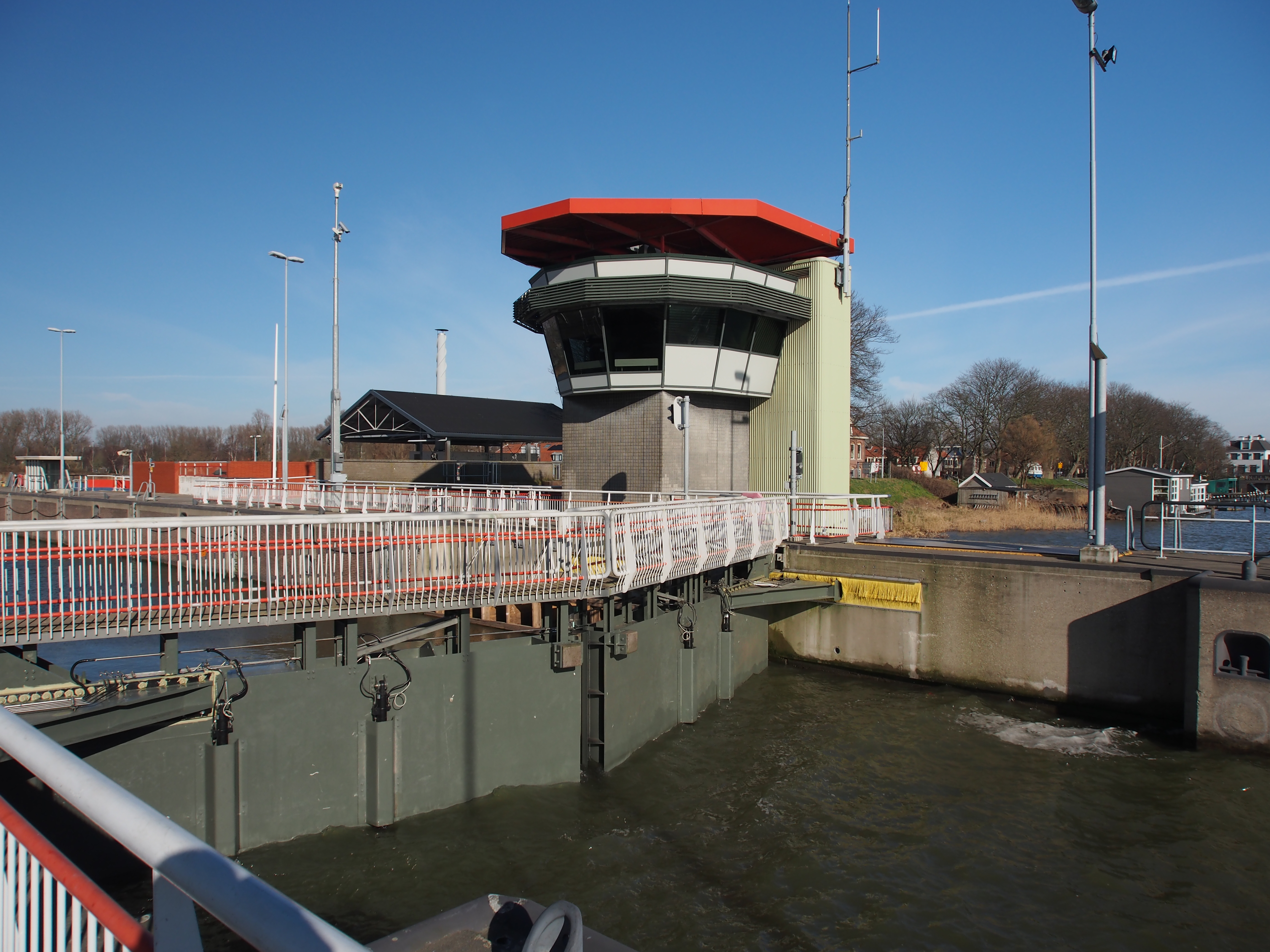
Fußweg Oranjeschleusen mit neuem Kontrollgebäude
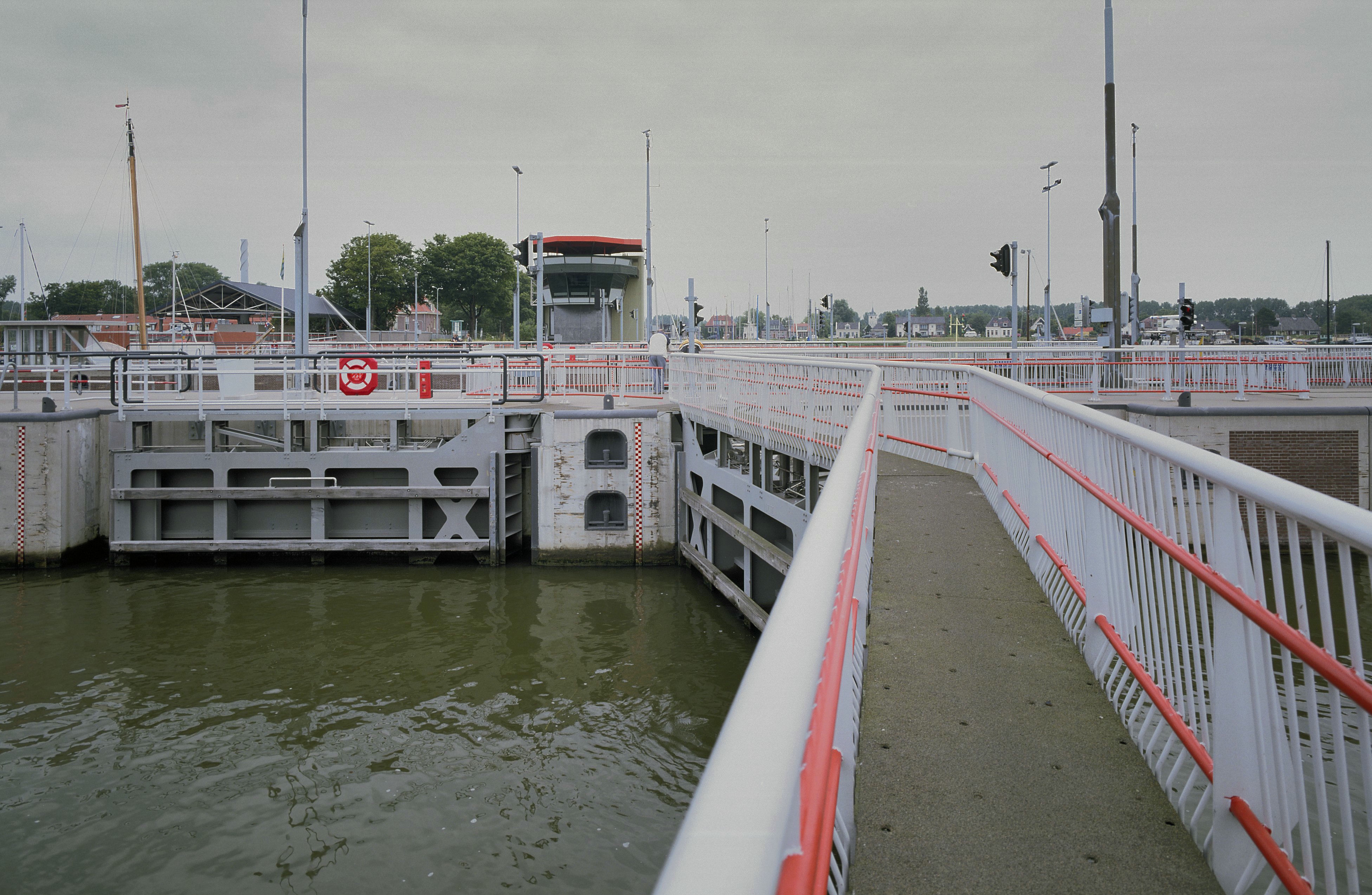
Fußweg Oranjeschleusen
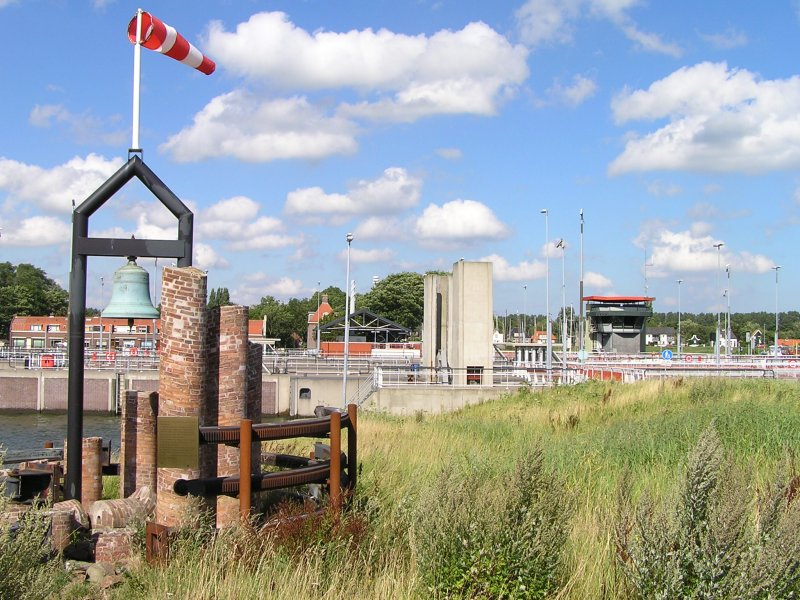
Kunstwerk zur Erinnerung an die Renovierungsarbeiten